# Пушкіно (Саранський міський округ)
Пу́шкіно (рос. Пушкино) — селище у складі Саранського міського округу Мордовії, Росія.

## Населення
Населення — 633 особи (2010; 635 у 2002).
Національний склад (станом на 2002 рік):
- росіяни — 69 %
- мордва — 28 %